# Даргавілл
Даргавілл (англ. Dargaville, маор. Takiwira) — місто на острові Північний (Нова Зеландія). Розташований на березі річки Ваїроа в регіоні Нортленд за 55 км на північний захід від Фангареї.

## Історія
Місто назване на честь торговця деревиною та політика Джозефа Макмаллен Даргавілла (англ. Joseph McMullen Dargaville) (1837–1896). Виникло в XIX столітті під час буму на торгівлю деревиною та каміддю дерева каурі. Протягом короткого часу був найбільшим містом Нової Зеландії (на сьогодні в місті проживає близько 4500 осіб).

## Економіка
Околиці Даргавіллу — один з головних районів Нової Зеландії по вирощуванню батату (або по-місцевому кумара). Саме тому місто часто називають «Бататова столиця Нової Зеландії» . Дуже розвинене тваринництво, у тому числі, виробництво молока.